# إرشادات دبيان للبرمجيات الحرة
خطوط دبيان العريضة للبرمجيات الحرة أو إرشادات دبيان للبرمجيات الحرة (بالإنجليزية: Debian Free Software Guidelines؛ تختصر DFSG)‏ هي مجموعة من المبادئ التي يستخدمها مشروع دبيان لتحديد إذا ما كانت رخصة البرنامج هي رخصة حرة، وبناءً عليها تُحدَد إمكانية تضمين البرنامج في دبيان. إرشادات دبيان جزء من عهد دبيان الاجتماعي.

## الإرشادات
1. حرية إعادة التوزيع.
2. تضمين الشيفرة المصدرية.
3. السماح بالتعديلات والأعمال المشتقة.
4. نزاهة شيفرة المؤلف المصدرية. (كما في تسوية شبيهات تخ)
5. لا تمييز ضد أشخاص أو مجموعات.
6. لا تمييز ضد حقول الاجتهاد، مثل الاستخدام التجاري.
7. الرخصة يجب أن تطبق على كل الذين يعاد توزيع البرنامج إليهم.
8. الرخصة يجب ألا تلوث برمجيات أخرى.
9. رخص جي بي إل، وبي إس دي، ورخصة ارتيستنك أمثلة لرخص المعتبرة حرة.

## التاريخ
نشرت إرشادات دبيان أول مرة مع أول اتفاق دبيان الاجتماعي في يوليو 1997. المؤلفون الأوائل كانوا بروس بيرنس ومطوري دبيان الآخرين في ذلك الوقت.
تعريف المصدر المفتوح أنشئ بتعديل نص إرشادات دبيان بعد وقت قصير لاحق. سُبقت إرشادات دبيان بتعريف البرمجيات الحرة من مؤسسة البرمجيات الحرة. عندما أصبحت إرشادات دبيان تعريف المصدر المفتوح، قال ريتشارد ستالمان بالحاجة إلى تمييز البرمجيات الحرة عن المصدر المفتوح، وأيد تعريف البرمجيات الحرة. الإصدارات المنشورة من تعريف مؤسسة البرمجيات الحرة للبرمجيات الحرة وُجدت منذ عام 1986، نشرت في الإصدار الأول من (بائدٌ الآن) بيان جنو.
لا يفيد أن نواة تعريف البرمجيات الحرة هي أربع حريات التي سبقت حتما مسودة ونشر إرشادات دبيان.
في نوفمبر 1998، اقترح آن جاسكون وآخرون عدة تغييرات في المسودة المرقمة 104، لكن التغييرات لم تُجعل رسمية. قال جاسكون أن المشاكل كانت «غموض التعبير» وبند الرقعة، البند الرابع.
بحلول عام 2007، لم يعدل المستند، على الرغم من وجود تغييرات أجريت على الاتفاقية الاجتماعية التي اعتمدت للتأثير على أجزاء من التوزيعة مغطاة بالإرشادات.
قرار دبيان العام 2004-003 عُنون «افتتاحية تحسينات الاتفاقية الاجتماعية»، عدّل الاتفاق الاجتماعي. المفترِح أندري سافيلد قال:
لكن تغيير بند نتعهد بإبقاء دبيان توزيعة جنو/لينكس من برمجيات حرة بشكل كامل إلى نتعهد أن نظام دبيان وكل مكوناته ستكون حرة. نتجت عن مدير الإصدار، أنثوني تاونز، بإحداث تغيير عملي:
هذا أدى إلى قرار عام آخر، 2004-004، الذي صوت فيه المطورون بشكل ساحق ضد هذا الإجراء وقرروا تأجيل التغييرات حتى الإصدار القادم (الذي يبدأ تطويره بعد سنة، في يونيو 2005).

## التطبيق

### البرمجيات
معظم النقاشات حول إرشادات دبيان تتم على قائمة debian-legal البريدية، عندما يحدّث مطور لدبيان حزمة لتضمينها في دبيان، فريق مديري إف تي بي يتحققون من تراخيص البرمجيات ويقررون فيما إذا كانت تتماشى مع الاتفاقية الاجتماعية. يجلأ الفريق إلى قائمة debian-legal عند الحالات الصعبة.

### المحتويات غير البرمجية
إرشادات دبيان تركز على البرمجيات، لكن في يونيو 2004 قرر مشروع دبيان تطبيق نفس المبادئ على توثيق البرمجيات، وبيانات الوسائط المتعددة والمحتويات الأخرى. المحتوى غير البرمجي لدبيان بدأ يتماشى مع إرشادات دبيان بشكل أدق في دبيان 4.0 (أصدرت في أبريل 2007) والإصدارات اللاحقة.

### جي إف دي إل
معظم التوثيق المكتوب في مشروع جنو، ومشروع توثيق لينكس، وغيرها مُرخّصة تحت رخصة جنو للوثائق الحرة تحتوي أقساما ثابتة، والتي لا تتماشى مع إراشادات دبيان. هذا أُكد في نهاية ناتج نقاش طويل والقرار العام 2006-004.
بسبب أٌقسام جي إف دي إل الثابتة، حصة صغيرة من محتوى دبيان معتبرة بشكل عام مُخفقة في التماشي مع إرشادات دبيان.

### ملفات الوسائط المتعددة
يوجد جدل حول ما هي أساسات مصدر ملفات الوسائط، مثلا فيما إذا كانت صورة غير مضغوطة مصدر صورة مضغوطة، وفيما إذا كان نموذج ثلاثي الأبعاد قبل أثر الشعاع هو المصدر للصورة الناتجة.

## اختبارات debian-legal لتوافق إرشادات دبيان
مشتركو قائمة debian-legal البريدية أنشؤوا بعض المهام للتحقق فيما إذا كانت رخصة تتخطى إرشادات دبيان. الاختبارات العمومية (كما هي مشروحة في مسودة أسئلة إرشادات دبيان المتكررة) هي التالية:
- «اختبار الجزيرة الصحراوية». تخيل حطامًا على شاطئ جزيرة صحراوية مع حاسوب بالطاقة الشمسية مع اتصال بالإنترنت لا يمكنه الرفع. هذا سيجعل من المستحيل انجاز أي متطلبات لجعل التغييرات متاحة للعامة أو إرسال رقع إلى مكان محدد. هذا يُحمل حتى إذا كانت مثل هذه المتطلبات فقط عند الطلب، لأن الحطام قد يكون قادرا على استقبال الرسائل لكنه غير قادر على إرسالها. لتكون حرة، البرمجيات يجب أن تكون قابلة للتحرير بواسطة هذا الحطام التعيس، الذي يجب أيضا أن يكون قادرا على مشاركة التعديلات قانونيا مع الأصدقاء على الجزيرة.
- «اختبار المخالف». اعتبر مخالفا لك في دولة ديكتاتورية يريد مشاركة نسخة معدلة من البرمجيات مع أصحابه المخالفين، لكنه لا يريد إظهار تبعية المعدّل، أو كشف التعديلات بنفسه أو حتى حيازة الحكومة على البرنامج، أي متطلبات لإرسال مصدر التعديلات إلى أي شخص عدا مستلم النسخة الثنائية المعدلة-في الحقيقة أي توزيع قصري أصلا إلى ما بعد إعطاء الشيفرة لأولئك الذين يستلمون نسخة ثنائية- سوف يضع المخالف في خطر. بالنسبة لدبيان، لاعتبار البرمجيات حرة يجب ألا تتطلب أي إفراط في التوزيع.
- «اختبار مجسات الشر». تخيل أن المؤلف موظف في شركة شر كبيرة، والآن في عبوديتها، تحاول فعل الأسوأ لمستخدمي البرنامج: جعل حياتهم بائسة، جعلهم يتوقفون عن استخدام البرنامج، عرضهم للمسائلة القانونية، جعل البرنامج غير حر، كشف أسرارهم، إلخ.. الشيء نفسه يمكن أن يحدث لشركة بيعت لشركة أكبر ثُنيت إلى هدم البرمجيات الحرة لمواصلة احتكارها وتوسع إمبراطورية شرها. الرخصة لا يمكن أن تسمح حتى للمؤلف بسلب الحريات المطلوبة.